# Wieserbahn
| |                                                 |                                                           |                                                           |
| Streckennummer (ÖBB): | 435 01                                          |                                                           |                                                           |
| Streckenlänge: | 50,69 km                                        |                                                           |                                                           |
| Spurweite: | 1435 mm (Normalspur)                            |                                                           |                                                           |
| Stromsystem: | Wettmannstätten–Wies-Eibiswald: 15 kV 16,7 Hz ~ |                                                           |                                                           |
| Maximale Neigung: | 15 ‰                                            |                                                           |                                                           |
| Streckengeschwindigkeit: | 100 km/h                                        |                                                           |                                                           |
| Zweigleisigkeit: | Weststeiermark–Frauental-Bad Gams               |                                                           |                                                           |
| |                                                 |                                                           |                                                           |
| \| \| \| Köflacherbahn von Graz Hbf \| 336 m ü. A. \| \| \| 0,00 \| Lieboch \| 336 m ü. A. \| \| \| \| Unterführung Einödstraße \| \| \| \| \| Köflacherbahn nach Köflach \| \| \| \| \| Liebochbach \| \| \| \| \| Brücke A2 (Süd Autobahn) \| \| \| \| \| Kainach \| \| \| \| \| Lahnbach \| \| \| \| 2,300 \| Anschlussbahn Tanklager der Erdöl-Lagergesellschaft u. a. \| Anschlussbahn Tanklager der Erdöl-Lagergesellschaft u. a. \| \| \| 3,434 \| Anschlussbahn landwirtschaftliches Lagerhaus \| Anschlussbahn landwirtschaftliches Lagerhaus \| \| \| \| Brücke B 76 (Radlpass Straße) \| \| \| \| 4,440 \| Lannach \| Lannach \| \| \| 7,550 \| Oisnitz-Sankt Josef \| 320 m ü. A. \| \| \| 11,660 \| Alling-Tobisegg \| Alling-Tobisegg \| \| \| \| Eisenbahnkreuzung L 617 Mettersdorferstraße \| \| \| \| 14,451 \| Preding-Wieselsdorf \| 287 m ü. A. \| \| \| \| Stainzerbahn (Schmalspur) nach Stainz \| \| \| \| \| Oisnitz (bis 1962: Stainzbach) \| \| \| \| \| Stainzerbahn Abzw. aus ehem. Vierschienengleis \| \| \| \| \| Eisenbahnkreuzung L 639 Wohlsdorferstraße \| \| \| \| \| Anschlussbahn Hasslacher Norica Timber \| \| \| \| \| Stainzbach (ab 1962) \| \| \| \| 16,075 \| Koralmbahn nach/von Graz Hbf \| Koralmbahn nach/von Graz Hbf \| \| \| \| Unterführung L 639 Wohlsdorferstraße \| \| \| \| 17,210 \| Wettmannstätten \| 295 m ü. A. \| \| \| \| Koralmbahn nach Klagenfurt Hbf (in Bau) \| \| \| \| \| Unterführung L 601 Schröttenstraße \| \| \| \| 19,878 \| Gussendorf \| Gussendorf \| \| \| 22,511 \| Groß Sankt Florian \| 307 m ü. A. \| \| \| \| Eisenbahnkreuzung L 637 Sulzhofstraße \| \| \| \| \| Laßnitz \| \| \| \| \| \| \| \| \| \| Koralmbahn von Graz Hbf (in Bau) \| \| \| \| \| Eisenbahnkreuzung L 601 Schröttenstraße \| \| \| \| \| Weststeiermark \| \| \| \| \| Koralmbahn nach Klagenfurt (in Bau) \| \| \| \| \| \| \| \| \| \| Abzw Weststeiermark 1 \| \| \| \| 27,497 \| Frauental-Bad Gams \| Frauental-Bad Gams \| \| \| \| Eisenbahnkreuzung L 643 Gamsstraße \| \| \| \| \| Laßnitz \| \| \| \| \| Brücke B 76 (Radlpass Straße) \| \| \| \| \| Brücke Frauentalerstraße \| \| \| \| \| Brücke Raiffeisenstraße \| \| \| \| 30,373 \| Deutschlandsberg Stadt \| 365 m ü. A. \| \| \| \| ehem. Anschlussbahn Sägewerk Liechtenstein \| \| \| \| \| Eisenbahnkreuzung L 618 Freiländerstraße \| \| \| \| \| Eisenbahnkreuzung L 619 Glashüttenstraße \| \| \| \| \| Laßnitz \| \| \| \| \| Eisenbahnkreuzung Burgeggerstraße \| \| \| \| \| Eisenbahnkreuzung Holleneggerstraße \| \| \| \| \| Brücke B 76 (Radlpass Straße) \| \| \| \| \| Brücke B 74 (Sulmtal Straße) \| \| \| \| 35,865 \| Hollenegg \| Hollenegg \| \| \| \| Eisenbahnkreuzung L 648 Schwanbergstraße \| \| \| \| 38.105 \| Anschlussbahn Lagerhaus \| Anschlussbahn Lagerhaus \| \| \| 38,216 \| Bad Schwanberg \| 368 m ü. A. \| \| \| \| Schwarze Sulm \| \| \| \| \| Brücke Sankt Peter im Sulmtal \| \| \| \| 39,593 \| Sankt Peter im Sulmtal \| Sankt Peter im Sulmtal \| \| \| \| ehem. Anschlussbahn Firma Wolfram \| \| \| \| 42,263 \| St. Martin i. S.-Bergla \| 338 m ü. A. \| \| \| 44,464 \| Dietmannsdorf \| Dietmannsdorf \| \| \| 45,639 \| Anschlussbahn nach Gleinstätten (ehem. Sulmtalbahn) \| Anschlussbahn nach Gleinstätten (ehem. Sulmtalbahn) \| \| \| \| Eisenbahnkreuzung L 605 Pölfing-Brunner-Straße \| \| \| \| 47,101 \| Pölfing-Brunn \| Pölfing-Brunn \| \| \| \| Eisenbahnkreuzung L 668 Kopreinigstraße \| \| \| \| \| Weiße Sulm \| \| \| \| 49,706 \| Wies Markt \| Wies Markt \| \| \| \| Eisenbahnkreuzung L 653 Pitschgaustraße \| \| \| \| \| Weiße Sulm \| \| \| \| \| Eisenbahnkreuzung L 605 Pölfing-Brunner-Straße \| \| \| \| 50,690 \| Wies-Eibiswald \| 337 m ü. A. \| \| \| \| bis ca. 1928: Anschlussbahn Bergwerke Steyregg \| \| |                                                 |                                                           |                                                           |
| Strecke |                                                 | Köflacherbahn von Graz Hbf                                | 336 m ü. A.                                               |
| Bahnhof | 0,00                                            | Lieboch                                                   | 336 m ü. A.                                               |
| Brücke |                                                 | Unterführung Einödstraße                                  | Unterführung Einödstraße                                  |
| Abzweig geradeaus und nach rechts |                                                 | Köflacherbahn nach Köflach                                | Köflacherbahn nach Köflach                                |
| Brücke über Wasserlauf |                                                 | Liebochbach                                               | Liebochbach                                               |
| Strecke mit Straßenbrücke |                                                 | Brücke A2 (Süd Autobahn)                                  | Brücke A2 (Süd Autobahn)                                  |
| Brücke über Wasserlauf |                                                 | Kainach                                                   | Kainach                                                   |
| Brücke über Wasserlauf |                                                 | Lahnbach                                                  | Lahnbach                                                  |
| Abzweig geradeaus und nach links | 2,300                                           | Anschlussbahn Tanklager der Erdöl-Lagergesellschaft u. a. | Anschlussbahn Tanklager der Erdöl-Lagergesellschaft u. a. |
| Abzweig geradeaus und nach links | 3,434                                           | Anschlussbahn landwirtschaftliches Lagerhaus              | Anschlussbahn landwirtschaftliches Lagerhaus              |
| Strecke mit Straßenbrücke |                                                 | Brücke B 76 (Radlpass Straße)                             | Brücke B 76 (Radlpass Straße)                             |
| Bahnhof | 4,440                                           | Lannach                                                   | Lannach                                                   |
| Haltepunkt / Haltestelle | 7,550                                           | Oisnitz-Sankt Josef                                       | 320 m ü. A.                                               |
| Haltepunkt / Haltestelle | 11,660                                          | Alling-Tobisegg                                           | Alling-Tobisegg                                           |
| Bahnübergang |                                                 | Eisenbahnkreuzung L 617 Mettersdorferstraße               | Eisenbahnkreuzung L 617 Mettersdorferstraße               |
| Kopfbahnhof Streckenanfang (Strecke außer Betrieb) · Bahnhof | 14,451                                          | Preding-Wieselsdorf                                       | 287 m ü. A.                                               |
| Strecke nach rechts (außer Betrieb) · Strecke |                                                 | Stainzerbahn (Schmalspur) nach Stainz                     | Stainzerbahn (Schmalspur) nach Stainz                     |
| Brücke über Wasserlauf |                                                 | Oisnitz (bis 1962: Stainzbach)                            | Oisnitz (bis 1962: Stainzbach)                            |
| Abzweig geradeaus und ehemals nach rechts |                                                 | Stainzerbahn Abzw. aus ehem. Vierschienengleis            | Stainzerbahn Abzw. aus ehem. Vierschienengleis            |
| Bahnübergang |                                                 | Eisenbahnkreuzung L 639 Wohlsdorferstraße                 | Eisenbahnkreuzung L 639 Wohlsdorferstraße                 |
| Abzweig geradeaus und nach links |                                                 | Anschlussbahn Hasslacher Norica Timber                    | Anschlussbahn Hasslacher Norica Timber                    |
| Brücke über Wasserlauf |                                                 | Stainzbach (ab 1962)                                      | Stainzbach (ab 1962)                                      |
| Abzweig geradeaus, nach links und von links | 16,075                                          | Koralmbahn nach/von Graz Hbf                              | Koralmbahn nach/von Graz Hbf                              |
| Brücke |                                                 | Unterführung L 639 Wohlsdorferstraße                      | Unterführung L 639 Wohlsdorferstraße                      |
| Bahnhof | 17,210                                          | Wettmannstätten                                           | 295 m ü. A.                                               |
| Abzweig geradeaus und ehemals nach links |                                                 | Koralmbahn nach Klagenfurt Hbf (in Bau)                   | Koralmbahn nach Klagenfurt Hbf (in Bau)                   |
| Brücke |                                                 | Unterführung L 601 Schröttenstraße                        | Unterführung L 601 Schröttenstraße                        |
| Haltepunkt / Haltestelle | 19,878                                          | Gussendorf                                                | Gussendorf                                                |
| Bahnhof | 22,511                                          | Groß Sankt Florian                                        | 307 m ü. A.                                               |
| Bahnübergang |                                                 | Eisenbahnkreuzung L 637 Sulzhofstraße                     | Eisenbahnkreuzung L 637 Sulzhofstraße                     |
| Brücke über Wasserlauf |                                                 | Laßnitz                                                   | Laßnitz                                                   |
| Verschwenkung von links · Verschwenkung von rechts |                                                 |                                                           |                                                           |
| Strecke · Abzweig geradeaus und ehemals von links |                                                 | Koralmbahn von Graz Hbf (in Bau)                          | Koralmbahn von Graz Hbf (in Bau)                          |
| Bahnübergang · Strecke |                                                 | Eisenbahnkreuzung L 601 Schröttenstraße                   | Eisenbahnkreuzung L 601 Schröttenstraße                   |
| Strecke · ehemaliger Bahnhof |                                                 | Weststeiermark                                            | Weststeiermark                                            |
| Strecke · Abzweig geradeaus und ehemals nach links |                                                 | Koralmbahn nach Klagenfurt (in Bau)                       | Koralmbahn nach Klagenfurt (in Bau)                       |
| Verschwenkung nach links · Verschwenkung nach rechts |                                                 |                                                           |                                                           |
| Blockstelle |                                                 | Abzw Weststeiermark 1                                     | Abzw Weststeiermark 1                                     |
| Bahnhof | 27,497                                          | Frauental-Bad Gams                                        | Frauental-Bad Gams                                        |
| Bahnübergang |                                                 | Eisenbahnkreuzung L 643 Gamsstraße                        | Eisenbahnkreuzung L 643 Gamsstraße                        |
| Brücke über Wasserlauf |                                                 | Laßnitz                                                   | Laßnitz                                                   |
| Brücke |                                                 | Brücke B 76 (Radlpass Straße)                             | Brücke B 76 (Radlpass Straße)                             |
| Brücke |                                                 | Brücke Frauentalerstraße                                  | Brücke Frauentalerstraße                                  |
| Brücke |                                                 | Brücke Raiffeisenstraße                                   | Brücke Raiffeisenstraße                                   |
| Bahnhof | 30,373                                          | Deutschlandsberg Stadt                                    | 365 m ü. A.                                               |
| Abzweig geradeaus und ehemals von rechts |                                                 | ehem. Anschlussbahn Sägewerk Liechtenstein                | ehem. Anschlussbahn Sägewerk Liechtenstein                |
| Bahnübergang |                                                 | Eisenbahnkreuzung L 618 Freiländerstraße                  | Eisenbahnkreuzung L 618 Freiländerstraße                  |
| Bahnübergang |                                                 | Eisenbahnkreuzung L 619 Glashüttenstraße                  | Eisenbahnkreuzung L 619 Glashüttenstraße                  |
| Brücke über Wasserlauf |                                                 | Laßnitz                                                   | Laßnitz                                                   |
| Bahnübergang |                                                 | Eisenbahnkreuzung Burgeggerstraße                         | Eisenbahnkreuzung Burgeggerstraße                         |
| Bahnübergang |                                                 | Eisenbahnkreuzung Holleneggerstraße                       | Eisenbahnkreuzung Holleneggerstraße                       |
| Strecke mit Straßenbrücke |                                                 | Brücke B 76 (Radlpass Straße)                             | Brücke B 76 (Radlpass Straße)                             |
| Brücke |                                                 | Brücke B 74 (Sulmtal Straße)                              | Brücke B 74 (Sulmtal Straße)                              |
| Haltepunkt / Haltestelle | 35,865                                          | Hollenegg                                                 | Hollenegg                                                 |
| Bahnübergang |                                                 | Eisenbahnkreuzung L 648 Schwanbergstraße                  | Eisenbahnkreuzung L 648 Schwanbergstraße                  |
| Abzweig geradeaus und von rechts | 38.105                                          | Anschlussbahn Lagerhaus                                   | Anschlussbahn Lagerhaus                                   |
| Haltepunkt / Haltestelle | 38,216                                          | Bad Schwanberg                                            | 368 m ü. A.                                               |
| Brücke über Wasserlauf |                                                 | Schwarze Sulm                                             | Schwarze Sulm                                             |
| Brücke |                                                 | Brücke Sankt Peter im Sulmtal                             | Brücke Sankt Peter im Sulmtal                             |
| Haltepunkt / Haltestelle | 39,593                                          | Sankt Peter im Sulmtal                                    | Sankt Peter im Sulmtal                                    |
| Abzweig geradeaus und ehemals von links |                                                 | ehem. Anschlussbahn Firma Wolfram                         | ehem. Anschlussbahn Firma Wolfram                         |
| Bahnhof | 42,263                                          | St. Martin i. S.-Bergla                                   | 338 m ü. A.                                               |
| Haltepunkt / Haltestelle | 44,464                                          | Dietmannsdorf                                             | Dietmannsdorf                                             |
| Abzweig geradeaus und von links | 45,639                                          | Anschlussbahn nach Gleinstätten (ehem. Sulmtalbahn)       | Anschlussbahn nach Gleinstätten (ehem. Sulmtalbahn)       |
| Bahnübergang |                                                 | Eisenbahnkreuzung L 605 Pölfing-Brunner-Straße            | Eisenbahnkreuzung L 605 Pölfing-Brunner-Straße            |
| Haltepunkt / Haltestelle | 47,101                                          | Pölfing-Brunn                                             | Pölfing-Brunn                                             |
| Bahnübergang |                                                 | Eisenbahnkreuzung L 668 Kopreinigstraße                   | Eisenbahnkreuzung L 668 Kopreinigstraße                   |
| Brücke über Wasserlauf |                                                 | Weiße Sulm                                                | Weiße Sulm                                                |
| Haltepunkt / Haltestelle | 49,706                                          | Wies Markt                                                | Wies Markt                                                |
| Bahnübergang |                                                 | Eisenbahnkreuzung L 653 Pitschgaustraße                   | Eisenbahnkreuzung L 653 Pitschgaustraße                   |
| Brücke über Wasserlauf |                                                 | Weiße Sulm                                                | Weiße Sulm                                                |
| Bahnübergang |                                                 | Eisenbahnkreuzung L 605 Pölfing-Brunner-Straße            | Eisenbahnkreuzung L 605 Pölfing-Brunner-Straße            |
| Kopfbahnhof Strecke ab hier außer Betrieb | 50,690                                          | Wies-Eibiswald                                            | 337 m ü. A.                                               |
| Strecke (außer Betrieb) |                                                 | bis ca. 1928: Anschlussbahn Bergwerke Steyregg            | bis ca. 1928: Anschlussbahn Bergwerke Steyregg            |

Die Wieserbahn, auch: Wieser Bahn, ist eine Bahnstrecke in der Steiermark, die von Lieboch nach Wies-Eibiswald führt. Seit 2. Juli 2024 gehört die Strecke der ÖBB-Infrastruktur AG. Im Personenverkehr wird die Strecke von zwei Linien der S-Bahn Steiermark bedient, die beide von der Graz-Köflacher Bahn und Busbetrieb GmbH betrieben werden. Die Linie S6 führt von Graz Hbf über Süd- und Koralmbahn zum Bahnhof Wettmannstätten und von diesem über die Wieserbahn nach Wies-Eibiswald, die S61 bedient den Abschnitt Graz–Lieboch der Köflacherbahn sowie die Wieserbahn in ihrer kompletten Länge.

## Geschichte

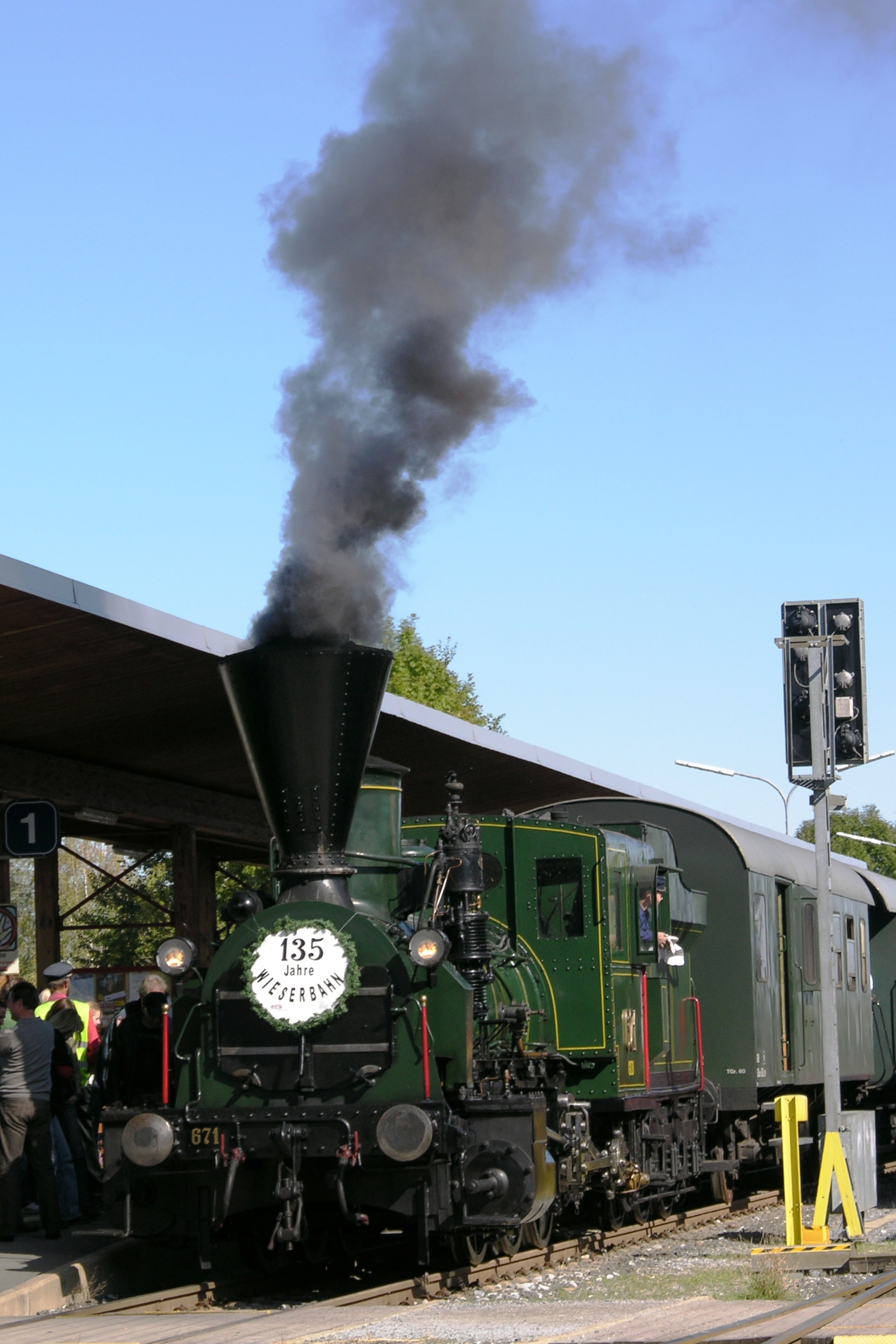
Die GKB 671 mit einem Sonderzug im Bahnhof Deutschlandsberg am 5. Oktober 2008 anlässlich 135 Jahre Wieserbahn

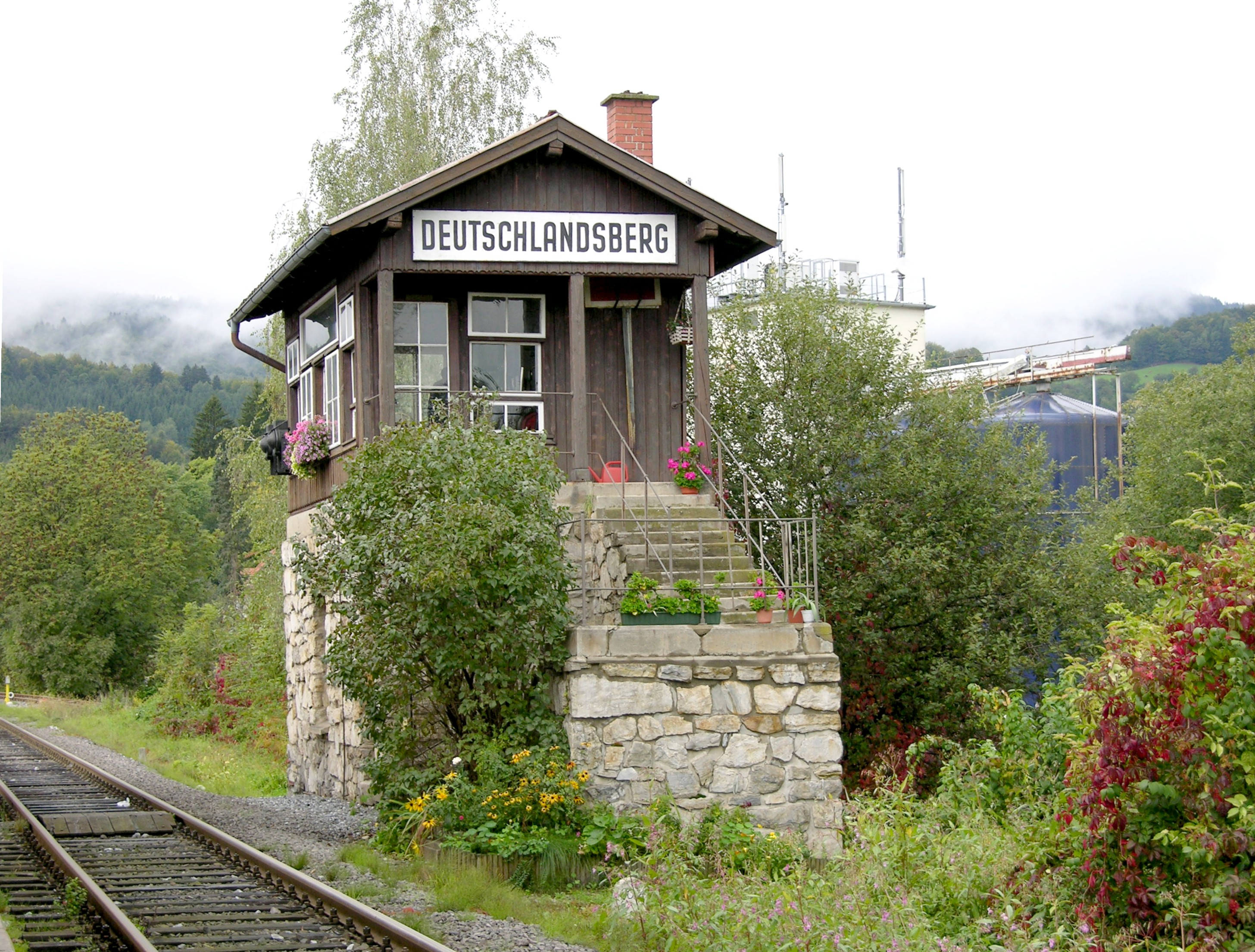
Historisches Stellwerk in Deutschlandsberg

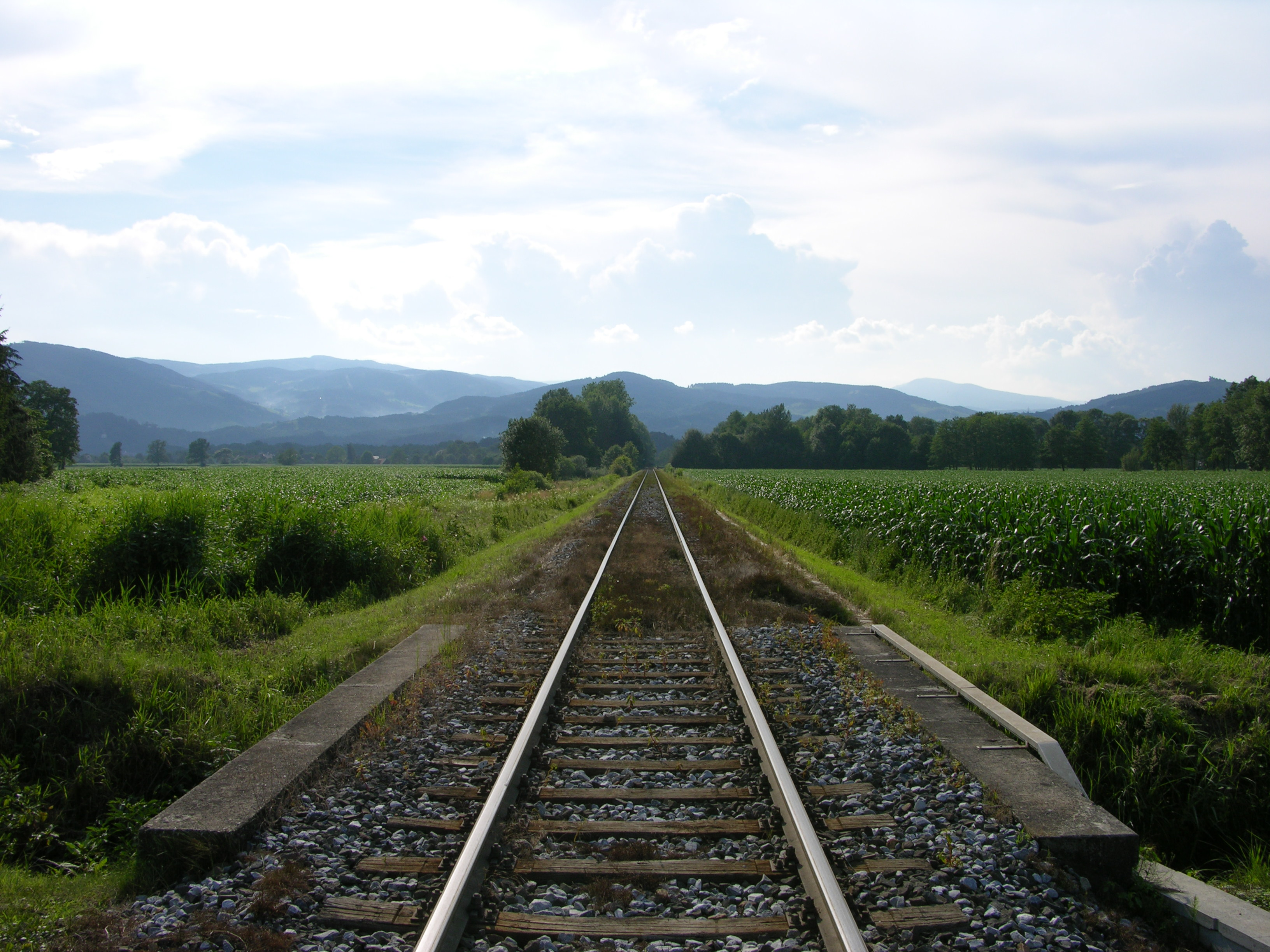
Strecke bei St. Peter im Sulmtal

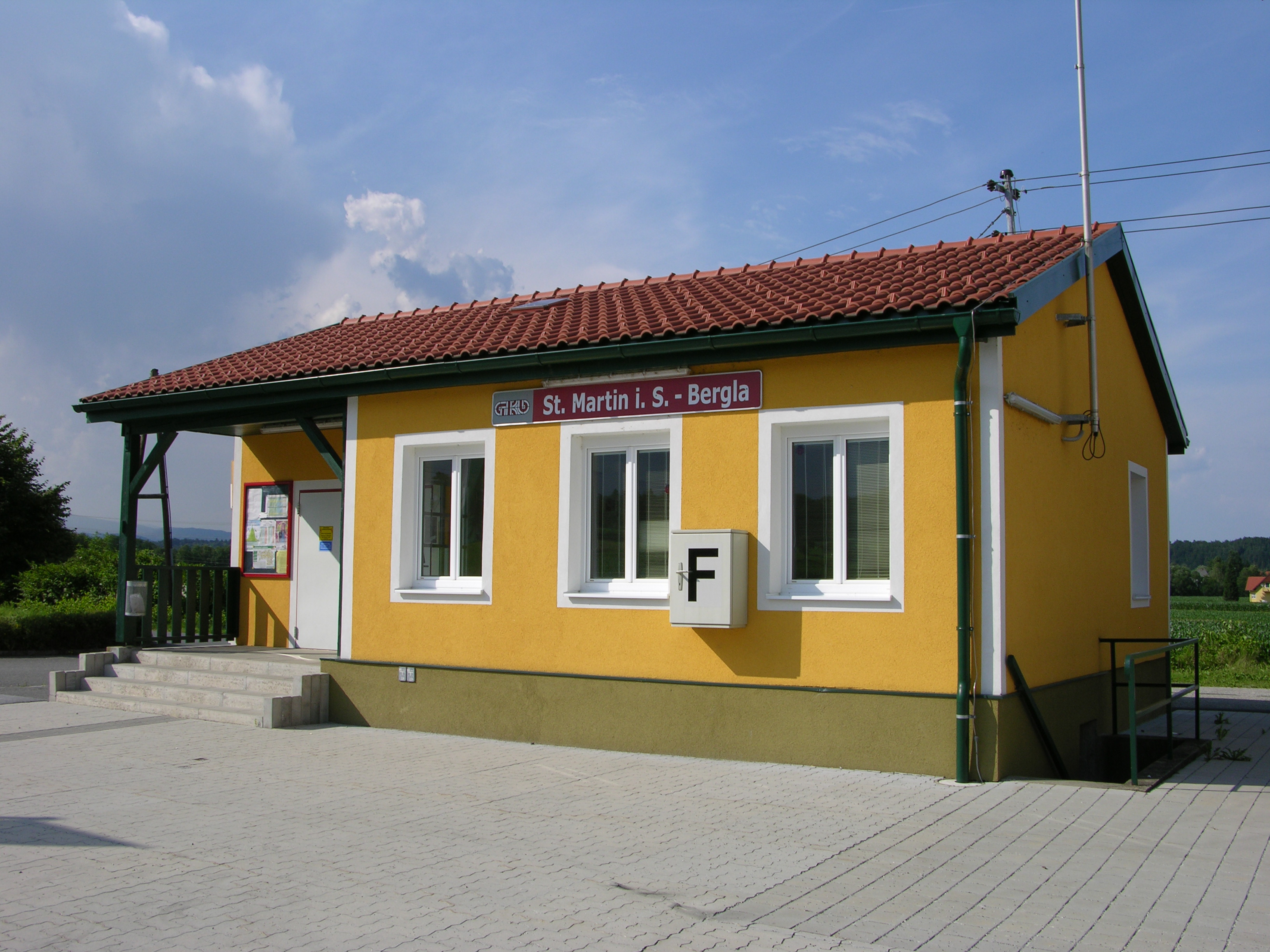
Haltestellengebäude St. Martin i. S.-Bergla (2006)

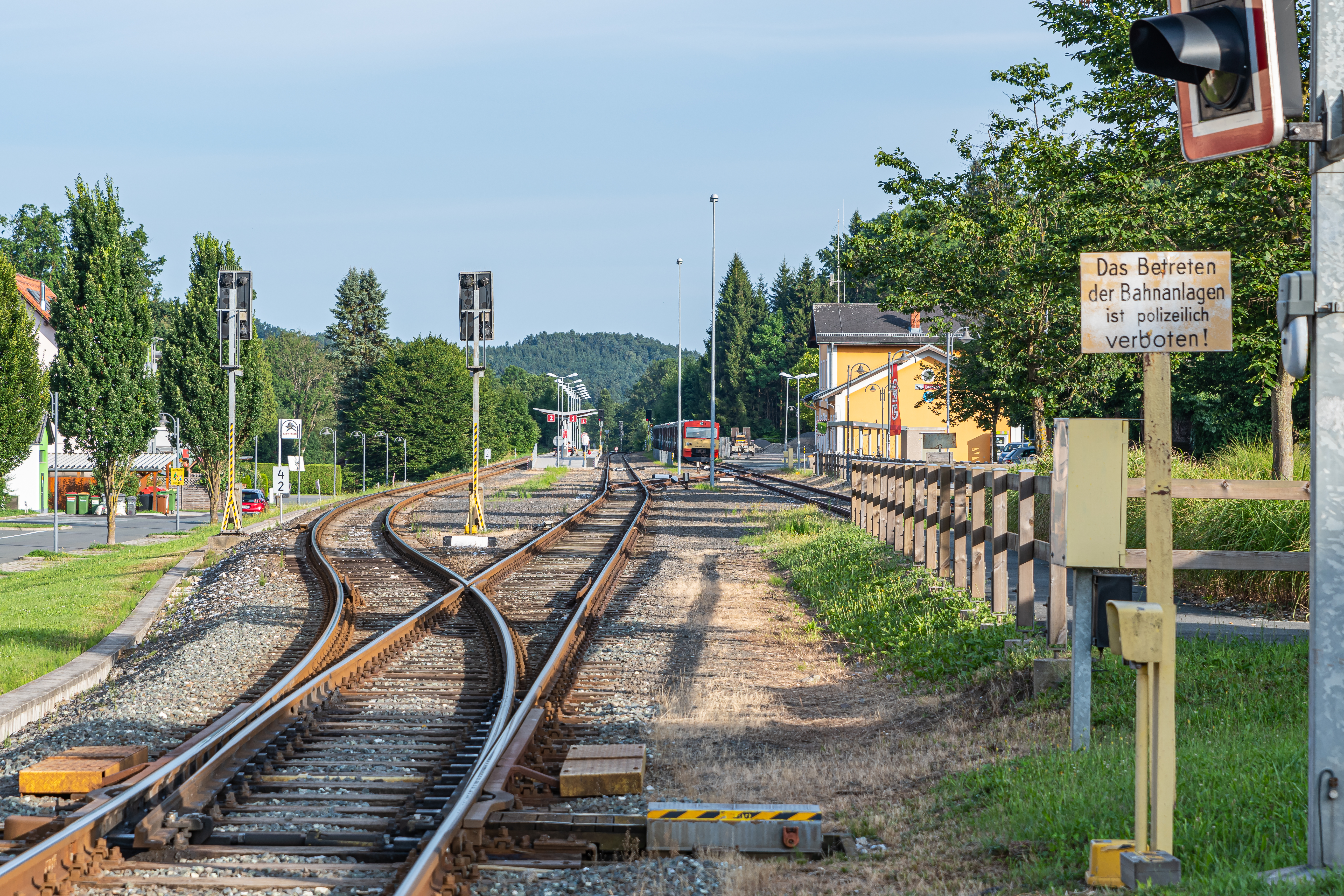
Bahnhof Lannach (2019)

### Errichtung
Am 28. Februar 1871 beschloss die GKB Generalversammlung den Bau einer Flügelbahn zur 1860 eröffneten Strecke Graz – Köflach (Köflacherbahn) von Lieboch nach Wies und erhielt dafür am 8. September 1871 die notwendige Konzession.
Mit der Bauausführung wurde die Firma Gebrüder Pongratz betraut. Der Bau der Bahnhöfe, Brücken und Durchlässe wurde an den Deutschlandsberger Baumeister Josef Pfleger übertragen.
Wegen des Widerstands der Fuhrleute, die um ihr Geschäft fürchteten, wurde die Trasse in weiter Entfernung von den Ortschaften gebaut, so dass heute noch Bahnhöfe wie z. B. Wettmannstätten oder Schwanberg weit abseits der Orte liegen. Da die damalige Direktion des Eibiswalder Hüttenwerks ebenfalls gegen eine Weiterführung der Bahn bis Eibiswald war, endet die Strecke in Wies, dessen Bahnhof allerdings den Doppelnamen Wies-Eibiswald führt. In Deutschlandsberg erkannte man die Chancen des neuen Verkehrsmittels. Der steile Anstieg zwischen Deutschlandsberg und Hollenegg, die Leibenfelder Höhe, war aber ein großes Hindernis: Es wird dem damaligen Bezirkshauptmann Ferdinand Praunegger und dem Bürgermeister Franz Pichler zugeschrieben, dass die Bahn den Höhenunterschied nicht abseits vom Ort Deutschlandsberg in einem langsamen Aufstieg ab der Station Frauental überwindet, sondern erst nach Deutschlandsberg mit einem Bogen teilweise im Einschnitt bergan verläuft. Die damalige Marktgemeinde Deutschlandsberg stellte dafür Grundstücke zur Verfügung. Zwischen Frauental und Deutschlandsberg wurde dafür ein Bahndamm aufgeschüttet.
Bereits am 1. Dezember 1872 erreichte auf der neuen Trasse eine Lokomotive Deutschlandsberg und am 12. Jänner 1873 konnte die gesamte Strecke bis Wies befahren werden, obwohl es im Bereich der Leibenfelder Höhe zu Hangrutschen gekommen war, welche den Bau verzögert hatten.
Im April 1873 wurde die technisch-polizeiliche Prüfung vorgenommen und am 8. April 1873 wurde die Wieserbahn feierlich eröffnet.
Der öffentliche Verkehr wurde am folgenden Tag, dem 9. April 1873, aufgenommen.
Vom Bahnhof Wies-Eibiswald führte eine ca. 3 km lange Anschlussbahn in das Bergbaugebiet um Steieregg. Auf dieser Strecke wurden neben den Güterzügen der Kohletransporte mit Arbeiterzügen aus fünf Personenwagen die Beschäftigen der Bergwerke dieses Gebietes befördert, die Kosten wurden über die Schichtlisten direkt mit den Betrieben abgerechnet, als Fahrkarten dienten Werksausweise (Kontrollmarken). Öffentlichen Personenverkehr gab es auf dieser Strecke nicht. Die Arbeiterzüge fuhren nur zwischen Steieregg und dem Bahnhof Wies-Eibiswald und wurden zuletzt 1926 geführt. Danach diente die Strecke nur mehr dem Güterverkehr. Im Sommer 1927 wurde mit ihrem Abbau begonnen, nachdem der wesentliche Bergbau, an dem sie lag, geschlossen worden war: der Bergbau in (damalige Schreibweise:) Steyregg (der Haraldschacht in Kalkgrub wurde erst 1931 geschlossen, lag aber nicht direkt an dieser Bahnstrecke). Im Oktober 1929 war die Strecke vollständig abgetragen. Die Trasse dieser Strecke war bereits 1866 Teil der Planungen für den Bau der Sulmtalbahn gewesen, welche von Leibnitz aus eine Verbindung über Wies nach Schwanberg vorgesehen hatten, was aber nie verwirklicht wurde.

### Vor 1918
Eine Verlängerung über den Radlpass nach Saldenhofen/Vuzenica und damit eine Anschlussmöglichkeit an die Strecke Marburg – Klagenfurt wurde in den 1880er Jahren angestrebt, kam aber nie zustande.
1892 wurde die Stainzerbahn als Schmalspuranschlussbahn ab Bahnhof Preding-Wieselsdorf eröffnet. Im Güterverkehr wurden erstmals in Österreich Normalspurwaggons der GKB auf Rollböcke der Schmalspurbahn aufgeschemelt.
Im Bahnhof Deutschlandsberg kam es am 2. Februar 1902 zu einem aufsehenerregenden Unglück, als bei einer Kesselexplosion die Lok 151 „Pölfing“ zerstört und der Lokführer, der Heizer, ein Verschieber und ein Magazineur getötet wurden. Als Ursache des Unglücks wurde genannt, dass dem erst 1898 gebauten Dampfkessel der Lokomotive zu wenig Wasser zugeführt worden sei.
Dieser Unfall wurde von den Eisenbahnbehörden zum Anlass genommen, bei Dampflokomotivkesseln den Einbau einer Schmelzsicherung (Schmelzpfropfen, Bleischraube) vorzuschreiben, die bei Überhitzung schmolz und es damit dem restlichen Wasser des Kessels möglich machte, in die Feuerbox vorzudringen und dort das Feuer zu löschen oder zumindest zu dämpfen.
Am 13. Februar 1913 wurde am Bahnhof Deutschlandsberg ein Stellwerk der Bauart SBW500 in Betrieb genommen, welches bis 18. September 1991 in Betrieb war und heute als museales Objekt besichtigt werden kann.

### Nach 1918
Vom Bahnhof Schwanberg führte eine schmalspurige Werksbahn zu den Kohlebergwerken in Kalkgrub im Süden von Schwanberg, im Ortsteil Limberg der Gemeinde Wies (bis 2015 Gemeinde Limberg). Diese Bahn war die erste Strecke, auf der normalspurige Güterwagen auf Rollwagen transportiert wurden.
Die Haltestelle Alling-Tobisegg wurde am 1. Juni 1964 eröffnet. Sie lag ursprünglich zwischen Preding und Wetzelsdorfberg außerhalb des Siedlungsgebietes bei einem später aufgelassenen Bahnübergang der alten Straße von Alling, in dieser Zeit erhielt sie wegen ihrer abgelegenen Lage den Scherznamen „Schwammerl- und Dschungelbahnhof“. Die Haltestelle wurde mit 1. Februar 1986 auf den heutigen Standort ⊙ an der Schlembergstraße verschoben. Pläne, die Haltestelle wegen geringer Inanspruchnahme ersatzlos aufzulassen, endeten im Jänner 2024 nach Protesten mit der Fixierung des Fortbestandes und einer Zusage des Landes Steiermark, sich an den Kosten der Adaptierungsarbeiten zu beteiligen.

### Nach 1990

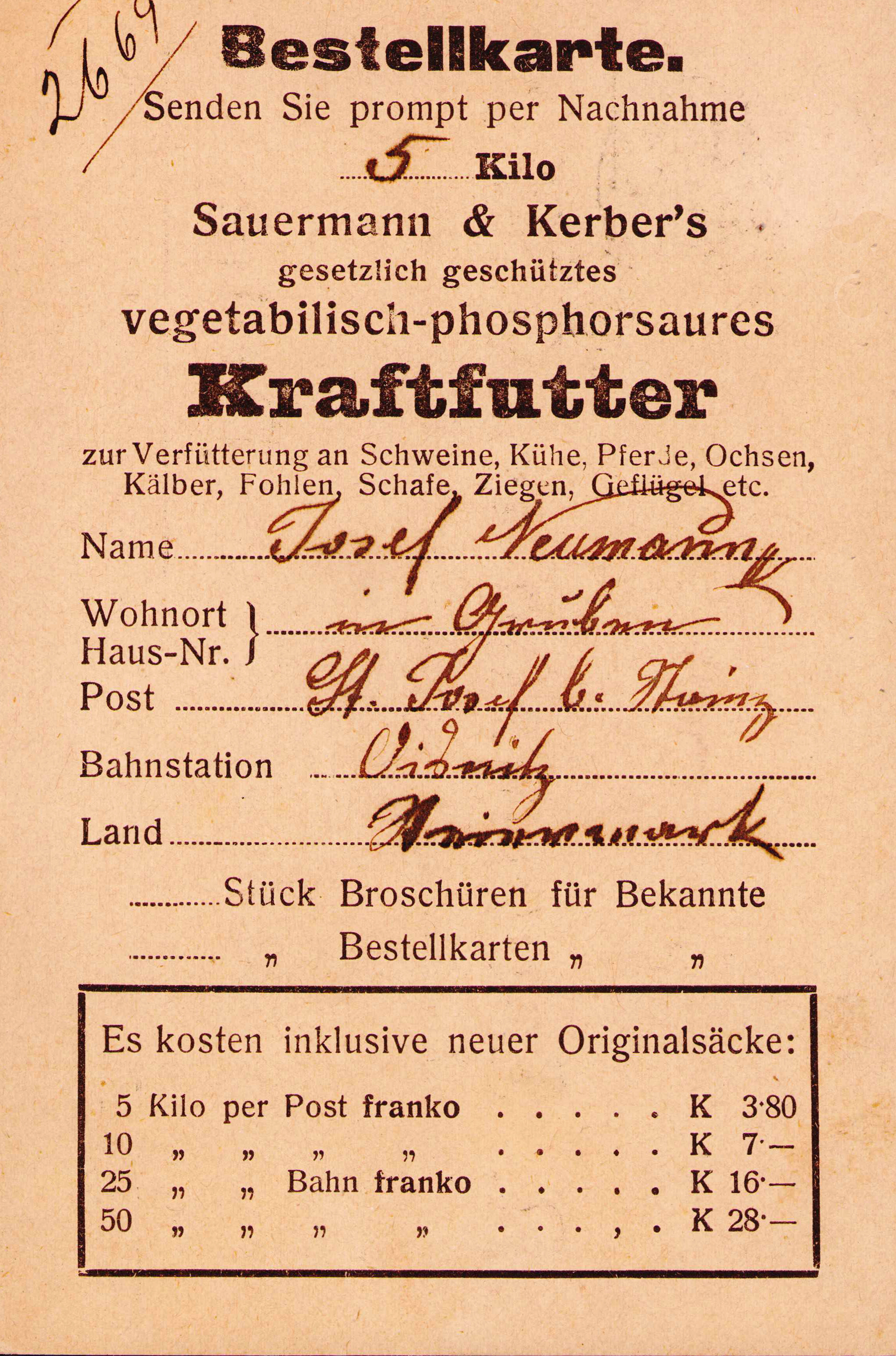
Bestellkarte an die Fa. R. Sauermann & Kerber in Brünn: Der Warenverkehr aus Oisnitz ging schon 1912 über die Grenzen der Steiermark hinaus.

Ab den 1990er Jahren wurden umfangreiche Modernisierungen durchgeführt. Die Bahnhöfe wurden mit moderner Infrastruktur – wie Stellwerken, kundengerechten Bahnsteigen, Park&Ride-Anlagen und sonstigen Verbesserungen – ausgestattet. Die Betriebsführung wurde gestrafft, der Großteil der Bahnhöfe wird nunmehr entweder von Lieboch oder Deutschlandsberg aus ferngesteuert.
Die aus dem Jahr 1932 stammende Laßnitzbrücke in Deutschlandsberg wurde am 24. März 2012 durch eine neue Brücke ersetzt. Die alte Brücke  wurde nach Norddeutschland gebracht.
Sie wurde zum Teil eines Skulpturenprojekts mit dem Titel „Raumsichten“. Das Brückentragwerk steht nun auf zwei Betonfundamenten über der Vechte an der Grenze zwischen Niedersachsen und Westfalen bei den Orten Ohne und Klein Haddorf in Wettringen, circa 40 km von Münster entfernt. Es wird als Skulptur betrachtet und ist nicht begehbar. Die Idee „Laßnitzbrücke quert Vechte“ stammt von Hans Schabus.
Weitere Änderungen ergeben sich gegenwärtig durch den laufenden Bau der Koralmbahn, deren Trassenführung auch die Wieserbahn betrifft.
Bis Dezember 2025 wird die Wieserbahn im Abschnitt Wettmannstätten – Wies-Eibiswald elektrifiziert, gleichzeitig mit Inbetriebnahme der Koralmbahn soll der Fahrbetrieb elektrisch erfolgen. Der restliche Abschnitt der Wieserbahn soll bis 2028 elektrifiziert werden.
Die Anbindung bei Wettmannstätten ist bereits seit Ende 2010 in Betrieb.
Gefahren wird auf der Strecke (S6 Graz – Werndorf – Wies-E. und S61 Graz – Lieboch – Wettmannstätten) unter der Woche grundsätzlich im Stundentakt mit Verdichtungen in der Hauptverkehrszeit. Am Wochenende verkehrt die S6 bis auf zwei Ausnahmen am Samstagvormittag nicht, stattdessen fährt jedoch die S61 bis Wies-Eibiswald (sonntags im 2-h-Takt).
Im Rahmen von Erneuerungsarbeiten an der Strecke Lieboch–Wettmannstätten wurde im März 2021 das Gebäude des Bahnhofes Oisnitz-St. Josef abgetragen und mit dem Neubau einer Personenhaltestelle begonnen. Der Bahnhof Oisnitz bestand ab 1873 aus einem Wächterhaus, an das später eine Kanzlei und ein Warteraum angebaut wurden. 1927 wurde auch eine Ladestelle mit Magazin für den Güterverkehr errichtet, dem auch eine Warenhandlung für landwirtschaftliche Güter (Getreide, Obst, Kohlenhandel usw.) angeschlossen war. 1932 erhielt der Bahnhof den Namen Oisnitz–St. Josef. Die Güteranlage wurde um 1970 abgetragen. Die Erneuerung der Strecke führte auch dazu, dass im Gebiet der Gemeinde St. Josef (Weststeiermark) drei von sieben Bahnübergängen aufgelassen wurden. Mit ein Grund dafür waren die neuen technischen Regeln über die Sicherheit solcher Übergänge, deren Investitionen für die Gemeinde nicht mehr leistbar waren. Die neue Sicherungstechnik (mit elektronischen Stellwerken in Lannach und Preding-Wieselsdorf) umfasst auch die Regelung der zehn Eisenbahnkreuzungen im Oisnitztal zwischen Lieboch und Wettmannstätten, die alle mit Lichtzeichenanlagen, sieben davon auch mit Schranken, gesichert wurden. Die neue Technik ging mit 1. August 2021 in Betrieb.
Der Bahnhof Deutschlandsberg und seine Sicherungsanlagen wurden in den Jahren 2020/21 erneuert. Neben zwei neuen Personentunneln mit Liftanlagen wurden ein elektronisches Stellwerk, eine Unterführung unter der Bahnhofstraße und neue Schrankenanlagen errichtet. Die 70 und 50 m langen Personentunnel verbinden auch die Geh- und Radwege nördlich des Bahnhofes mit dem Siedlungsgebiet auf den ehemaligen Gründen der SOLO-Zündholzfabrik im Süden. Ebenso wurde die Bushaltestelle am Bahnhofsvorplatz neu gestaltet und überdacht. Seit 13. Dezember 2020 (Beginn des Fahrplanjahres 2020/21) lautet der Name des Bahnhofes „Deutschlandsberg Stadt“.
Die 21,2 m lange Brücke über die Sulm in Wies wurde im Sommer 2022 erneuert. Die alte Brücke (6 m breit, 42 Tonnen schwer) stammte aus dem Jahr 1898 und war konstruktionsbedingt für die steigenden Lasten des Bahnbetriebes nicht mehr geeignet. Die neue Brücke ist bei gleicher Spannweite 7,8 m breit und wiegt 96 Tonnen, bietet ein durchgehendes Schotterbett und reduziert die Geräuschentwicklung. Im Zuge weiterer Ausbaumaßnahmen wurden bei Wies zwei Eisenbahnkreuzungen aufgelassen, zwei weitere mit Schrankenanlagen versehen und im Verlauf der Sulmstraße in Wies sowie im Pölfing-Brunner Ortsteil Jagernigg eine Geh- und Radwegunterführung gebaut. Die Unterführungen wurden am 18. Juni 2024 eröffnet.
Mit 2. Juli 2024 hat die ÖBB-Infrastruktur AG den Teilbetrieb Infrastruktur der GKB und damit auch der Wieserbahn übernommen. In diesem Zusammenhang werden die übernommenen Strecken auch als Steirische Westbahn bezeichnet.

### Elektrifizierung
Der 33 km lange Abschnitt zwischen Wettmannstätten und Wies-Eibiswald wurde elektrifiziert. Der erste Oberleitungsmast wurde am 12. Juli 2022 im Bahnhof Deutschlandsberg Stadt aufgestellt. Anfang September 2023 waren die Oberleitungsanlagen zwischen Wettmannstätten und St. Martin-Bergla fertig. Begleitend zu diesen Arbeiten wird auch eine Reihe von Bahnhöfen, insb. die Haltestelle Wies Markt umgebaut. Als Ziel der Arbeiten wurde veröffentlicht, dass künftig ein durchgängiger 30-Minuten-Takt zwischen der Weststeiermark und Graz möglich werden solle.
Für den 4. August 2025 kündigten die Österreichischen Bundesbahnen die Aufnahme des elektrischen Betriebs an.

## Trassierung
Die Trasse verlässt den Bahnhof Lieboch in einer scharfen Linkskurve am Westkopf und quert geradlinig südwärts das Kainachtal. Am Südrand dieses Tals, in Lannach, wird der kleine Riedel zum Oisnitztal durchschnitten und diesem vergleichsweise unbedeutenden Seitenlängstal des Kainachtals bis ins Stainzbachtal (Bahnhof Preding-Wieselsdorf) bei seiner Mündung in das Laßnitztal gefolgt. Ab Wettmannstätten wird das Laßnitztal westwärts bis Deutschlandsberg genutzt, wobei ab 2025 zwischen Groß St. Florian und Frauental eine Neubaustrecke den Bahnhof Weststeiermark einbinden wird. Die Bezirkshauptstadt umfährt man in weiten Bogen westseitig. Südlich der Stadt steigt die Trasse einen Geländerücken in östlicher Richtung bergan, wendet sich aber bei Leibenfeld wieder genau nach Süden und folgt nun geradewegs kleineren flachen Gewässersenken bis ins weite Tal der Schwarzen Sulm. Ab dem Bahnhof Schwanberg wird der Schwarzen Sulm flussabwärts bis Gasselsdorf ostwärts gefolgt, danach führt die Trasse in scharfer Rechtskurve in das Tal der Weißen Sulm bis zum Endbahnhof.
Zwischen den Bahnhöfen Weststeiermark und Frauental wird ein ca. 1,5 km langes Streckenstück zweigleisig errichtet.

## Trivia
Zum Fest 135 Jahre Wieserbahn am Bahnhof Deutschlandsberg, Sonntag, 5. Oktober 2008, brachte die Österreichische Post in Kooperation mit dem Philatelistenverein Deutschlandsberg einen Sonderpoststempel heraus.